# Reinhard Radke
Reinhard Radke (* 1948) ist ein deutscher Verhaltensbiologe, Ökologe und Tierfilmer.

## Leben
Reinhard Radke studierte zunächst Elektrotechnik in Hamburg. Auf Reisen durch Südostasien entwickelte er jedoch großes Interesse für die Biologie, welche er schließlich in Berlin und Braunschweig studierte. Von 1983 bis 1988 unternahm er Forschungen in kenianischen Nationalparks. 1990 schloss er erfolgreich seine Promotion in Verhaltensbiologie und Ökologie ab.
Von 1990 bis 1992 war er Tierfilmproduzent für das ZDF und Kameramann für die BBC. Erfahrungen auf diesem Gebiet hatte er bereits bei wissenschaftlichen Filmprojekten an der FU-Berlin gesammelt. 1992 bis 2005 folgte eine Anstellung als Redakteur in der ZDF-Redaktion Gesundheit und Natur, sowie Mitwirkung an der Serie Naturzeit und die Produktion eigener Filme. Themenschwerpunkt war für Radke stets Ostafrika, wo er große Teile seines Lebens verbrachte. Seit 2005 ist er als freier Journalist tätig.

## Filmografie
- 2004: Manu – Schatztruhe der Natur
- 2011: Krokodile – Das wahre Leben der Urzeitechsen
- 2011: Serengeti
- 2011: Krokodile – Das wahre Leben der Urzeitechsen
- 2013: Cheetah: Fatal Instinct
- 2013–2019: Expeditionen ins Tierreich (3 Folgen)
- 2014: Pride: Day's of Danger
- 2016: Pride: Ruler's at Risk
- 2019: Die fünf Geparde: Gemeinsam durch die Serengeti
- 2020: Die Leopardin
- 2021: Der Clan der Hyänen
- 2023: Löwenbrüder